# Football Club de Metz
Il Football Club de Metz, meglio noto come Metz, è una società calcistica francese con sede nella città di Metz. Milita in Ligue 1, la prima divisione del campionato francese.
Tra i club francesi con più presenze in massima serie (62 stagioni, per un totale di più di 2000 incontri disputati), ha ottenuto come miglior piazzamento in Ligue 1 il secondo posto nel 1997-1998. Ha inoltre vinto per due volte la Coppa di Francia, nel 1983-1984 e nel 1987-1988. La prima di queste vittorie fu conseguita in uno dei periodi migliori nella storia della squadra. Il club vanta anche due successi nella Coppa di Lega francese, nel 1986 e nel 1995-1996, e dieci presenze nelle coppe europee.
Gioca le partite casalinghe allo stadio Saint Symphorien, che ha una capienza di 25 636 posti. I colori ufficiali sono il granata e il bianco, dai quali deriva il soprannome dei calciatori, i granata. Lo stemma della società comprende una rappresentazione del Graoully, drago leggendario e simbolo della città di Metz, e della croce di Lorena.

## Storia
Il club fu fondato nel 1932 in seguito alla scissione dal Cercle Athlétique Messin della rispettiva sezione calcistica. La squadra guadagnò immediatamente lo status di squadra professionale, divenendo una delle squadre fondatrici della Division 1. Alla sua stagione d'esordio nel calcio professionale il Metz retrocesse in seconda categoria, per poi risalire l'anno successivo. Seguirono alcuni campionati di classifica medio-bassa (l'unico risultato degno di nota fu la finale di Coppa di Francia nella stagione 1937-38), dopodiché nel 1940, in seguito all'occupazione della Lorena da parte della Germania, il Metz cambiò il nome in Fußball Verein Metz e abbandonò lo status professionistico, vietato in Germania.
Al termine delle ostilità il Metz poté riprendere lo status di squadra professionistica, ritornando quindi a giocare nella massima serie francese. Dopo un ventennio di risultati variabili tra la metà inferiore della Division 1 e le prime posizioni della Division 2, la squadra tornò definitivamente in massima serie nel 1967. In quello stesso anno il Metz fu acquistato dall'imprenditore Carlo Molinari, che allestì una squadra che nel corso dei trentasei anni successivi si sarebbe affermata come un club di livello medio-alto.
Durante questo trentennio si possono riconoscere due grandi periodi: il primo può essere riconosciuto negli anni ottanta, in cui la squadra della Lorena vinse la Coppa di Francia nelle stagioni 1983-84 e 1987-88, nonché la Coppa di Lega nella stagione 1985-86. Il Metz fu inoltre protagonista di una buona performance durante la Coppa delle Coppe 1984-85, eliminando al primo turno il più quotato Barcellona, sconfiggendolo al Camp Nou per 4-1 (con tripletta di Toni Kurbos) dopo aver perso in casa per 4-2. Un secondo periodo può essere distinto negli anni novanta, in cui la squadra disputò dei campionati ad alto livello (in cui vinse, nel 1996, la sua seconda Coppa di Lega) che culminarono nella stagione 1997-98, in cui il Metz lottò fino all'ultima giornata per la vittoria finale del campionato, venendo sconfitto dal Lens solo a causa della peggior differenza reti.
Subito dopo il conseguimento di questo risultato la squadra attraversò un periodo di instabilità: qualificatosi per i preliminari della Champions League 1998-1999, il Metz venne inaspettatamente eliminato dai finlandesi dell'HJK Helsinki, e da quel momento in poi dovette subire un notevole ridimensionamento. Retrocesso al termine della stagione 2001-2002, il Metz tornò subito in massima serie, disputando negli anni successivi delle stagioni opache. A partire dal campionato 2005-06 il Metz conobbe un periodo di saliscendi tra la prima e la seconda divisione, mentre al termine della stagione 2008-09 (che vide l'ascesa alla presidenza di Bernard Serin, nonostante Molinari resti in società come vicepresidente ed azionista di maggioranza) mancò la promozione in Ligue 1, concludendo al quinto posto.
Nella stagione 2011-12, il Metz retrocede in terza divisione. Come conseguenza il centro di formazione per giovani calciatori dovrà essere chiuso, mentre il progetto per rinnovare lo stadio è stato rimandato.
Il 26 aprile 2014 ottiene la promozione in Ligue 1 con quattro giornate di anticipo. Nella stagione successiva chiude al penultimo posto in campionato, retrocedendo nuovamente in Ligue 2. Il 14 maggio 2016 riconquista la promozione nel massimo campionato all'ultima giornata, chiudendo al terzo posto a pari merito con il Le Havre sia nel punteggio che nella differenza reti, premiato dal maggior numero di reti segnate (54 a 52). Nella Ligue 1 2017-2018, però, il Metz non trova vita facile e conclude all'ultimo posto con soli 26 punti, retrocedendo nuovamente in Ligue 2. Il ritorno in massima serie è immediato, con la squadra che vince il campionato di Ligue 2 con due giornate di anticipo.
Il 21 maggio 2022, complice la sconfitta per 5-0 contro il Paris SG, i granata terminano il campionato al penultimo posto, retrocedendo in seconda serie dopo 3 anni.

## Colori e simboli

### Colori
Nel corso della sua storia, il Metz ha cambiato più volte colori sociali. Al momento della sua fondazione, nel 1932, come colori sociali furono scelti il bianco e il nero, colori che erano ripresi da quelli dello stemma della città di Metz. Alla base del primo cambiamento dei colori sociali vi furono ragioni politiche: il bianco e il nero erano infatti anche i colori della nazionale di calcio della Germania, paese di cui Metz, con i territori dell'Alsazia e della Lorena, aveva fatto parte dai tempi della guerra franco-prussiana sino alla fine della Prima Guerra mondiale. Nel 1936, durante una trasferta contro il Marsiglia, il presidente del Metz Raymond Herlory e il giocatore Charles Fosset furono vittime di insulti razzisti antitedeschi da parte dei tifosi del Marsiglia, che vedevano il bianco e il nero come un riferimento alla Germania, la cui nazionale usava il bianco e il nero. Fu questa la ragione che indusse lo stesso presidente Herlory a cambiare i colori sociali, passando al granata, che era il colore del Cercle Athlétique Messin, da cui il Metz era nato. Lo scopo di questa scelta era anche quello di migliorare l'immagine della città. Da quel momento il granata divenne il colore ufficiale del Metz, che lo abbandonò solo nel breve periodo in cui la città tornò sotto l'autorità tedesca durante la Seconda Guerra mondiale (in questo caso il Metz usò il nero e il blu), e per un altro breve periodo dal 1978 al 1983, quando l'allora presidente Aimé Dumartin dispose il ritorno al bianco e nero.

### Simboli ufficiali

#### Stemma
Lo stemma attuale del Metz fu creato nel 1967 su iniziativa del presidente Carlo Molinari. In esso sono rappresentati i due simboli principali di Metz, il Graoully e la Croce di Lorena.
Il Graoully è una creatura mitologica avente le fattezze di un drago. Secondo la tradizione viveva a Metz, terrorizzando la città e richiedendo un continuo tributo di vittime. Il Graoully continuò a mietere vittime finché non venne cacciato nel II secolo da Clemente di Metz.
La Croce di Lorena fu usata per la prima volta come simbolo dei duchi d'Angiò, poi divenuti duchi di Lorena. Essa venne incorporata nello stemma del Metz in quanto simbolo della città, capitale della Lorena, nonché in quanto simbolo di abnegazione, resistenza e laboriosità.
I due simboli, il Graoully e la Croce di Lorena, compaiono l'uno a fianco dell'altro su uno sfondo bianco e granata e sotto la scritta "FC METZ".

Logo in uso dal 1921 al 1934.
Logo in uso nel 1936.
Logo in uso dal 2000 al 2021.
Logo in uso dal 2021.

## Strutture

### Stadio

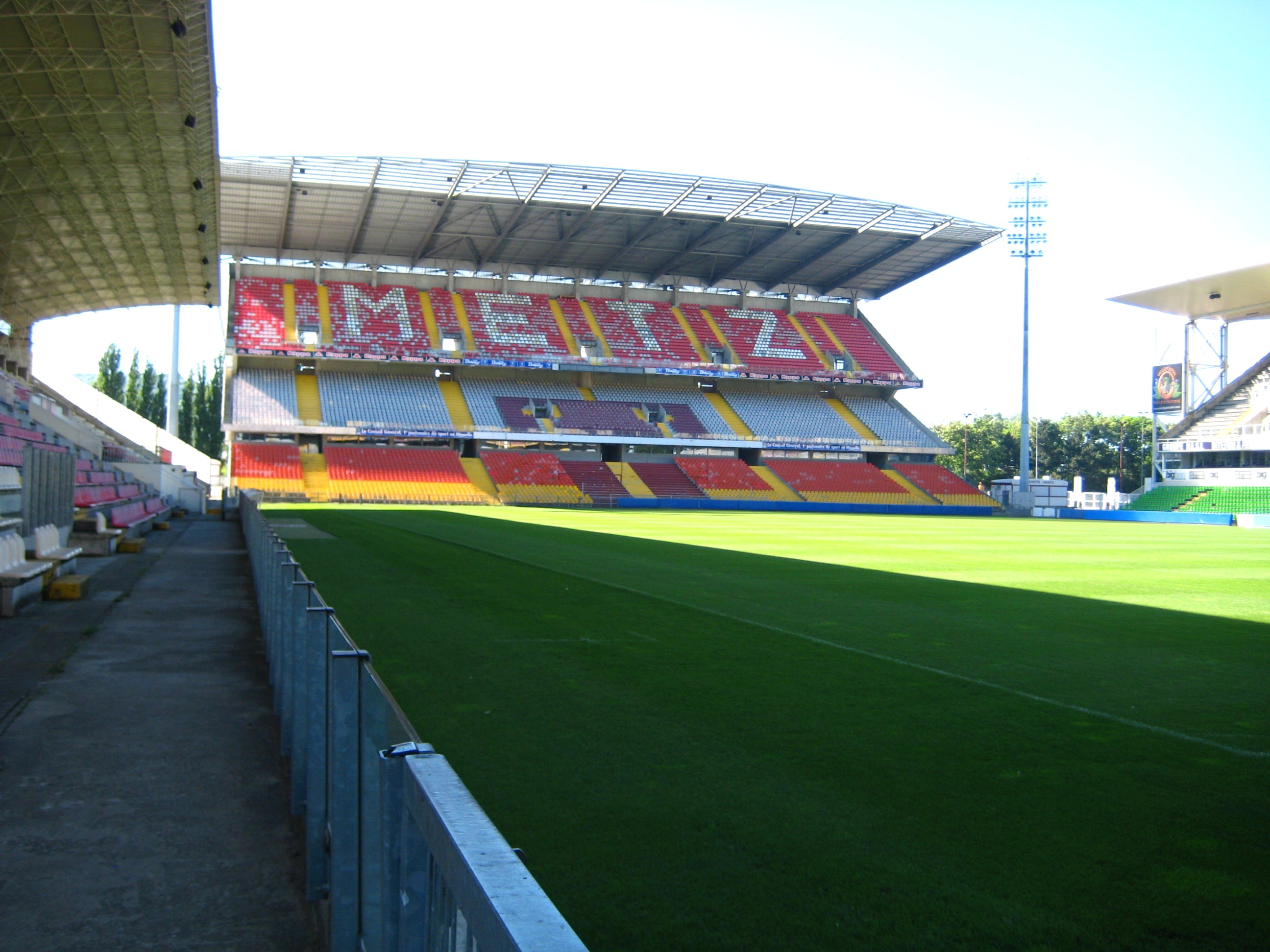
Tribuna dello stadio Saint Symphorien

Sin dalla sua fondazione, il Metz ha giocato allo stadio Saint Symphorien, che prende il nome dal santo Sinforiano di Autun. I lavori di costruzione dello stadio iniziarono nel 1921, e lo stadio vide la luce due anni più tardi, nel 1923. Nel corso degli anni lo stadio ha subito vari lavori di manutenzione e ammodernamento che hanno permesso la creazione di un impianto di illuminazione nel 1953 e l'ampliamento dello stadio dagli originari 10 000 posti a 25 636.

### Centro di allenamento
Fino al 2019 il centro sportivo del Metz si trovava nel comune di Longeville-lès-Metz, a pochi passi dallo stadio Saint Symphorien.
Nel giugno 2018 la società ha firmato una convenzione con il comune di Metz per usufruire di 31 ettari di terreno dell'antica base aerea di Metz-Frescaty per costruirvi un nuovo centro di allenamento. A partire dall'estate 2019 la squadra prende ufficialmente possesso della nuova struttura.

## Società

### Organigramma societario
Dal sito ufficiale della società.
- Presidente: Bernard Serin
- Vicepresidente: Carlo Molinari, Jean-Luc Muller
- Direttore Generale: Hélène Schrub
- Direttore sportivo: Pierre Dréossi
- Capo osservatori: Frédéric Arpinon
- Responsabile tecnico della formazione: Sébastien Muet
- Assistente esecutivo: Delphine Kreutzer
- Analista video: Chris Bernard
- Direttore finanziario: Jean-Yves Costa
- Direttore commerciale: Yann Kaysen
- Assistente commerciale: Léonie Sallerin
- Responsabile biglietteria ed eventi: Bertrand Fenot
- Responsabile pubblicità: Maryline Bani Frentzel
- Responsabile comunicazione: Julie Decker
- Responsabile organizzazione e sicurezza stadio: Jean-François Girard

### Settore giovanile
Il settore giovanile del Metz è costituito da varie formazioni, dall'Under-20 sino all'Under-15, nonché da varie accademie e centri di formazione finalizzati alla scoperta e valorizzazione di giocatori provenienti dalla Francia e dall'estero. Nel corso degli anni il settore giovanile del Metz col suo centro di formazione è stato giudicato tra i migliori del paese dalla Federazione calcistica della Francia. In particolare, le formazioni giovanili del Metz possono vantare la vittoria di tre Coppa Gambardella, un campionato francese Under-19 ed un campionato francese Under-17.

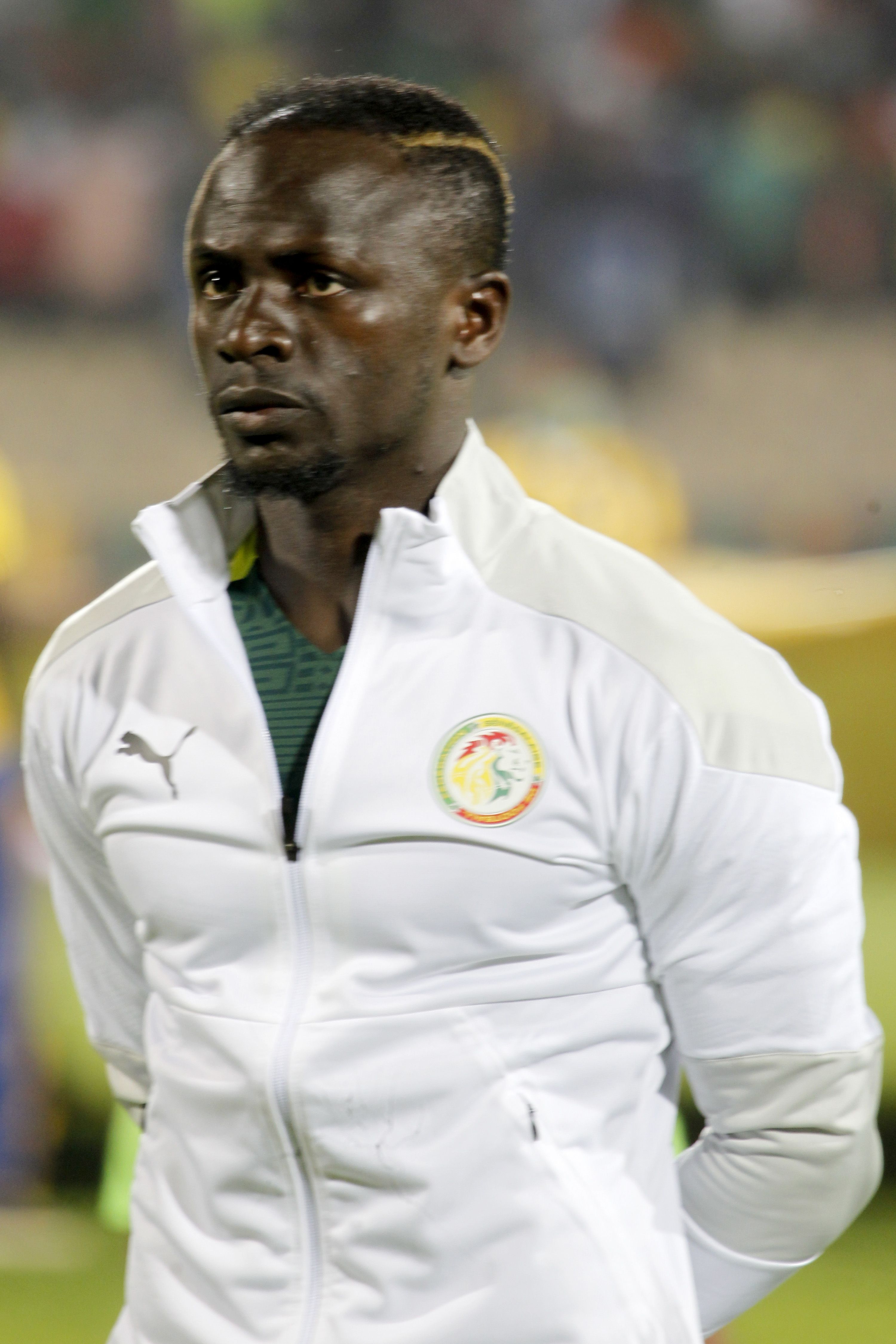
Considerato uno dei giocatori senegalesi e africani migliori di sempre, Sadio Mané è arrivato al Metz nel 2009, debuttando poi fra i professionisti due anni più tardi.

Nel corso degli anni il Metz ha rafforzato sempre più il suo settore giovanile tramite la promozione di vari progetti: il primo è quello riguardante il centro di formazione, creato negli anni '70 per volontà del presidente Carlo Molinari e che dal 1995 ha sede a pochi passi dallo Stadio Saint Symphorien. Il centro si occupa sia della formazione sportiva che di quella scolastica dei giovani, accogliendo ragazzi dai 13 ai 18 anni perlopiú provenienti dalla regione della Lorena e dal vicino Lussemburgo.
Ulteriore estensione del progetto nato col centro di formazione è la partnership sviluppatasi tra il Metz e la squadra senegalese dell'Académie Génération Foot: l'accordo, siglato nel 2000, prevede la fornitura di equipaggiamento ed infrastrutture da parte del Metz, in cambio di una prelazione sull'acquisto di promesse della squadra senegalese. Al contempo, il progetto ha come scopo quello di favorire la scolarizzazione e il reinserimento in società dei giovani del posto.
Dal 2013 il Metz ha creato il MIFA (FC Metz International Football Academy), un'accademia convenzionata con la Federazione calcistica della Cina, la Federazione calcistica della Corea del Sud, la Federazione calcistica dell'India, la Federazione calcistica di Singapore e quella del Québec, avente come scopo quello di favorire la preparazione calcistica di giovani dai 15 ai 18 anni provenienti da questi paesi.
Sempre nel 2013 il Metz ha acquisito la proprietà del Boussu-Dour Borinage, militante nella terza divisione belga, allo scopo di permettere ai propri giovani di debuttare in un campionato professionistico una volta conclusa la formazione.
Fra i talenti lanciati a livello internazionale dal vivaio granata, si ricordano Michel Ettorre, Patrick Battiston, la bandiera Philippe Hinschberger, Franck Béria, Rigobert Song, Louis Saha, Emmanuel Adebayor, Miralem Pjanić e Kalidou Koulibaly. Inoltre, grazie al sodalizio con l'Académie Génération Foot, il club ha offerto l'esordio fra i professionisti anche a calciatori del calibro di Papiss Cissé, Diafra Sakho, Fallou Diagne, Sadio Mané e Pape Matar Sarr.

## Allenatori e presidenti

### Allenatori
A seguire l'elenco degli allenatori del Metz.
- 1932-1933  Willibald Stejskal
- 1933-1936  Peter Fabian
- 1936-1937  Ferd Friedthum
- 1937-1938  Ted Maghner
- 1938-1939  Paul Thomas
- 1940-1941  Peter Fabian
- 1944-1945  Charles Fosset
- 1945-1946  Beb Bakhuys
 Ted Maghner e  François Odry
- 1946-1947  Nicolas Hibst
 Ted Maghner
- 1947-1949  Charles Fosset
- 1949-1950  Ignace Kowalczyk
 Oscar Saggiero
- 1950-1951  Émile Veinante
- 1951-1952  Elie Rous
- 1952-1955  Émile Rummelhardt
- 1955-1958  Jacques Favre
- 1958-1959  Désiré Koranyi
 Robert Lacoste
- 1959-1963  Gyula Nagy
- 1963-1966  Jacques Favre
- 1966-1968  Max Schirschin
- 1968-1970  Pierre Flamion
- 1970-1971  René Fuchs
- 1971  Jacques Favre
- 1971-1972  Georges Zvunka
- 1972-1974  René Vernier
- 1974  Georges Huart
- 1974-1975  René Vernier
- 1975-1978  Georges Huart
- 1978-1979  Marc Rastoll
- 1979-1984  Henryk Kasperczak
- 1984-1989  Marcel Husson
- 1989  Henri Depireux
- 1989-2000  Joël Muller
- 2000-2002  Albert Cartier
- 2002  Francis De Taddeo
- 2002  Gilbert Gress
- 2002-2005  Jean Fernandez
- 2005-2006  Joël Muller
- 2006-2007  Francis De Taddeo
- 2008-2010  Yvon Pouliquen
- 2010  Joël Muller
- 2010-2012  Dominique Bijotat
- 2012-2015  Albert Cartier
- 2015  José Riga
- 2015-2017  Philippe Hinschberger
- 2017  José Pinot
- 2017-2018  Frédéric Hantz
- 2018-2019  Frédéric Antonetti
- 2019-2020  Vincent Hognon
- 2020-2022  Frédéric Antonetti
- 2022-2024  László Bölöni
- 2024-      Stephan Le Mignan

### Presidenti
Di seguito tutti i presidenti del Metz.
- 1932-1933  Jules Cocheteaux
- 1933-1935  Léon Bierlen
- 1935-1965  Raymond Herlory
- 1965-1967  Paul Mayer
- 1967-1978  Carlo Molinari
- 1978-1983  Aimé Dumartin
- 1983-2009  Carlo Molinari
- 2009-  Bernard Serin

## Calciatori
Sono più di 700 i calciatori che hanno militato nel Metz nel corso della sua storia.
Tra i giocatori francesi, negli anni venti, quando la squadra si chiamava ancora Cercle Athlétique Messin e godeva di uno status dilettantistico, il giocatore più importante è stato l'attaccante Émile Veinante, considerato uno dei migliori attaccanti francesi degli anni '20 e convocato dalla nazionale francese per 3 mondiali di fila, in quello del 1930, del 1934 e del 1938. La prima bandiera è stata Charles Fosset, al Metz dalla prima partita professionistica ufficiale, nel 1932, fino al 1939, ed in seguito allenatore granata negli anni '40. Fosset è stato anche il secondo giocatore ad essere convocato nella nazionale francese dopo Veinante. Negli anni '40 il giocatore più famoso è Thadée Cisowski, attaccante di origini polacche e quarto miglior goleador nella storia della Ligue 1. Negli anni '50 ha giocato nel Metz il portiere François Remetter, convocato dalla Francia ai mondiali del 1954 e in quelli del 1958. Negli anni '60 giocò per il Metz Georges Zvunka, tra i più presenti nella storia dei granata e primo di una triade di fratelli che militarono nella squadra. All'inizio degli anni '70 il giocatore più importante della squadra è stato Nestor Combin, attaccante di origine argentina e convocato dalla Francia ai mondiali del 1966. Con lui, si distinsero in quel periodo il portiere André Rey, a lungo nel giro della nazionale, e il difensore Patrick Battiston, in seguito campione d'Europa con la Francia nel 1984. Negli anni '80, da citare sono Sylvain Kastendeuch, primatista di presenze col Metz, con 533 partite giocate, e sesto giocatore di sempre più presente in Ligue 1, e Bernard Zénier, giocatore del Metz tra gli anni '70 e gli anni '80 e vincitore della classifica marcatori nella Ligue 1 1986-1987. Un altro giocatore di rilievo è stato Bernard Lama, considerato tra i portieri francesi più forti di sempre e al Metz nella stagione 1989-1990. Inoltre, negli anni '90 sono lanciati dal Metz Robert Pirès, per sei stagioni consecutive in maglia granata, e che da tesserato del Metz divenne campione del mondo con la Francia ai mondiali del 1998, e Louis Saha, primatista di reti (8) con la maglia del Metz nelle competizioni calcistiche europee e vicecampione ai mondiali del 2006. Negli anni 2000 spicca Franck Ribéry, anch'egli vicecampione del mondo nel 2006. Nel Metz hanno inoltre giocato, negli ultimi anni di carriera, altri due vicecampioni del mondo nel 2006, Sylvain Wiltord e Florent Malouda.
Tra i giocatori stranieri, nutrita è la presenza di giocatori provenienti dal vicino Lussemburgo. Tra questi spiccano Gustave Kemp e Camille Libar, al Metz tra gli anni '40 e gli anni '50, e rispettivamente secondo e terzo miglior marcatore della nazionale lussemburghese. Negli anni '70 spicca invece l'attaccante Nico Braun, che con le sue 96 reti in campionato è il miglior realizzatore della storia del Metz. Altri giocatori stranieri di rilievo sono negli anni '70 l'olandese Wim Suurbier, vincitore di tre Coppe dei Campioni con l'Ajax nel 1971, nel 1972 e 1973 ed Henryk Kasperczak, tra i leader della nazionale polacca in quegli anni. Negli anni '80 è da segnalare il senegalese Jules Bocandé, vincitore della classifica marcatori nella Ligue 1 1985-1986. Negli anni' 90 spiccano il portiere camerunense Jacques Songo'o, vincitore di tre coppe d'Africa ed i connazionali Rigobert Song e Patrick Mboma vincitori di due coppe d'Africa. Negli anni 2000 invece da citare è il togolese Emmanuel Adebayor, lanciato dal Metz.

### Vincitori di titoli
Campioni del mondo
- Robert Pirès (Francia 1998)

## Palmarès

### Competizioni nazionali
- Coppa di Francia: 2

1983-1984, 1987-1988
- Coppa di Lega francese: 2

1985-1986, 1995-1996
- Campionato francese di seconda divisione: 4

1934-1935, 2006-2007, 2013-2014, 2018-2019

### Competizioni giovanili
- Coppa Gambardella: 3

1981, 2001, 2010
- Championnat National U19: 1

2000-2001
- Championnat National U17: 2

2004-2005, 2006-2007

### Altri piazzamenti
- Campionato francese:

Secondo posto: 1997-1998
Terzo posto:1968-1969
- Coppa di Francia:

Finalista: 1937-1938
Semifinalista: 1948-1949, 1961-1962, 1975-1976, 1994-1995
- Coppa di Lega francese:

Finalista: 1998-1999
Semifinalista: 1982, 2002-2003
- Coppa Charles Drago:

Semifinalista: 1954, 1956, 1957
- Campionato francese di seconda divisione:

Secondo posto: 1950-1951, 1960-1961, 1966-1967, 2015-2016, 2022-2023
Terzo posto: 1963-1964, 2002-2003, 2024-2025
- Championnat National:

Secondo posto: 2012-2013
- Gauliga Südwest/Mainhessen:

Secondo posto: 1941-1942, 1942-1943, 1943-1944
- Coppa Intertoto UEFA:

Finalista: 1999
- Coppa delle Alpi:

Finalista: 1979

## Statistiche e record

### Partecipazione ai campionati
| Livello | Categoria            | Partecipazioni | Debutto   | Ultima stagione | Totale |
| ------- | -------------------- | -------------- | --------- | --------------- | ------ |
| 1º      | Division 1           | 53             | 1932-1933 | 2001-2002       | 64     |
| 1º      | Ligue 1              | 11             | 2003-2004 | 2023-2024       | 64     |
| 2º      | Division 2           | 11             | 1933-1934 | 1966-1967       | 21     |
| 2º      | Ligue 2              | 10             | 2002-2003 | 2022-2023       | 21     |
| 3º      | Championnat National | 1              | 2012-2013 | 2012-2013       | 1      |

### Partecipazione alle coppe
| Competizione      | Partecipazioni | Debutto   | Ultima stagione | Totale |
| ----------------- | -------------- | --------- | --------------- | ------ |
| Coppa di Francia  | 84             | 1932-1933 | 2023-2024       | 84     |
| Coupe de la Ligue | 33             | 1963-1964 | 2019-2020       | 33     |

### Partecipazioni ai tornei internazionali
| Competizione          | Partecipazioni | Debutto   | Ultima stagione | Totale |
| --------------------- | -------------- | --------- | --------------- | ------ |
| Coppa delle Coppe     | 2              | 1984-1985 | 1988-1989       | 2      |
| UEFA Champions League | 1              | 1998-1999 | 1998-1999       | 1      |
| Coppa UEFA            | 4              | 1985-1986 | 1998-1999       | 4      |
| Coppa Intertoto UEFA  | 2              | 1995      | 1999            | 2      |
| Coppa delle Fiere     | 2              | 1968-1969 | 1969-1970       | 2      |

### Statistiche individuali
Statistiche aggiornate alla stagione 2021-2022.
| Record di presenze - 533 Sylvain Kastendeuch (1982-1984, 1985-1990, 1994-2001) - 495 Philippe Gaillot (1984-1992, 1993-2002) - 483 Philippe Hinschberger (1977-1992) - 437 Georges Zvunka (1959-1972) - 357 Fernand Jeitz (1967-1977) - 348 Pascal Pierre (1991-2002) | Record di reti - 112 Nico Braun (1973-1978) - 95 Henri Baillot (1945-1950) - 74 Philippe Hinschberger (1977-1992) - 71 Hugo Curioni (1975-1978) - 66 Bernard Zénier (1974-1978, 1986-1991) |

## Tifoseria

### Storia

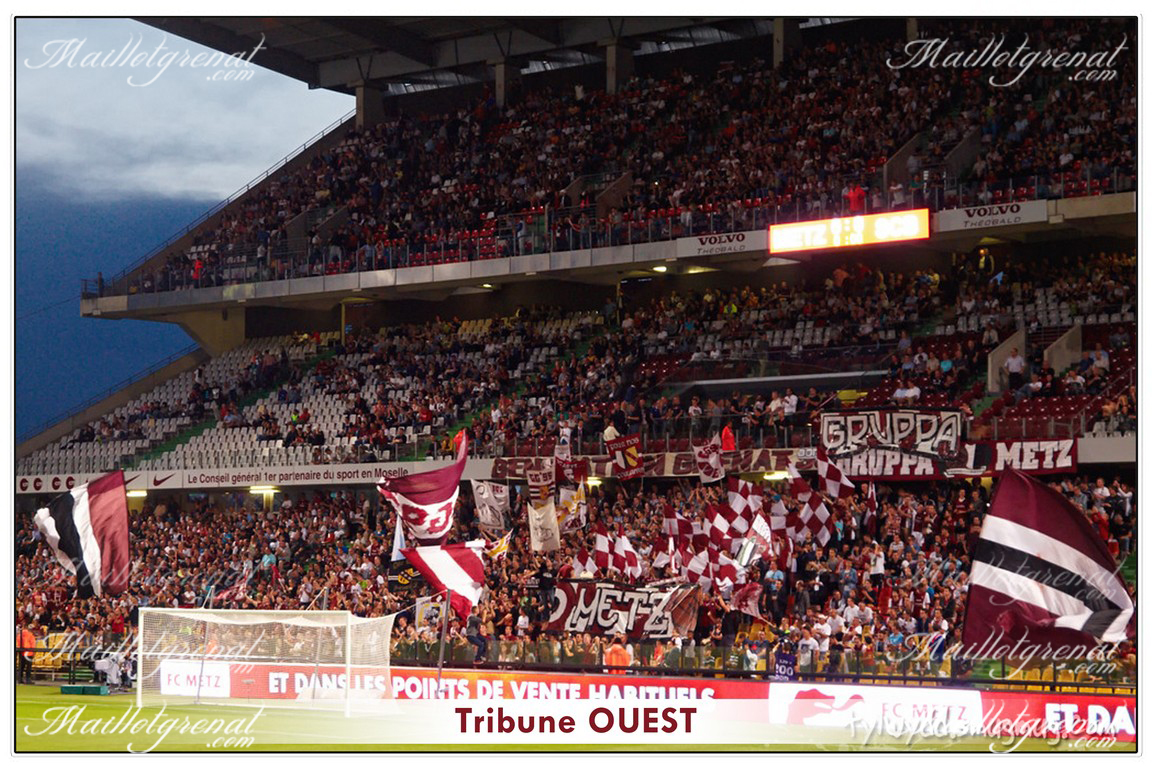
Ultras tribuna ovest bassa

Tra i gruppi dei tifosi, i più rinomati (e con sede a Metz) sono: Génération Grenat, Gruppa Metz (questi ultimi due nel 2019 si sono fusi creando il gruppo Gradins Populaires Ouest), En Avant Metz, e Horda Frénétik. Ulteriori gruppi di tifosi sono attivi in altre città della regione e nel limitrofo Lussemburgo.

### Gemellaggi
I gruppi della Tribune Ouest dal 1997 hanno un gemellaggio con la tifoseria del L.R Vicenza in Italia e con quella del SV Eintracht Trier 05 in Germania.
Il gruppo Horda Frénétik, situato nella Tribune Est, ha un gemelaggio dal 1993 con gli Ultras Occitans del Toulouse Football Club e dal 2000 ha un'amicizia con la Generazione Luzifer Ultras del club tedesco 1. FC Kaiserslautern.

### Rivalità
La rivalità più accesa per il Metz è quella col Nancy, con cui i granata disputano il Derby della Lorena. Questa rivalità ha alla base questioni che vanno al di là dell'aspetto meramente sportivo, dal momento che le due città storicamente si sono sempre fronteggiate per il ruolo di centro più importante della regione. Di conseguenza, in alcuni casi i derby tra le due squadre sono sfociati in scontri tra le frange più estreme dei tifosi, fatto questo che ha indotto più volte le autorità di pubblica sicurezza a interdire la trasferta ai tifosi dell'una o dell'altra squadra.

## Organico

### Rosa 2025-2026
Rosa aggiornata al 28 luglio 2025.
| N. |                           | Ruolo | Calciatore               |
| -- | ------------------------- | ----- | ------------------------ |
| 2  | Francia (bandiera)        | D     | Maxime Colin             |
| 3  | Francia (bandiera)        | D     | Matthieu Udol (capitano) |
| 4  | Gabon (bandiera)          | D     | Urie-Michel Mboula       |
| 6  | Angola (bandiera)         | C     | Joseph Nduquidi          |
| 7  | Francia (bandiera)        | C     | Gauthier Hein            |
| 8  | Costa d'Avorio (bandiera) | D     | Ismaël Traoré            |
| 9  | Senegal (bandiera)        | A     | Ibou Sané                |
| 10 | Senegal (bandiera)        | A     | Pape Amadou Diallo       |
| 12 | Senegal (bandiera)        | C     | Alpha Touré              |
| 14 | Senegal (bandiera)        | A     | Cheikh Tidiane Sabaly    |
| 15 | Senegal (bandiera)        | D     | Abou Lô                  |
| 16 | Algeria (bandiera)        | P     | Alexandre Oukidja        |
| 18 | Senegal (bandiera)        | A     | Idrissa Gueye            |

| N. |                           | Ruolo | Calciatore            |
| -- | ------------------------- | ----- | --------------------- |
| 19 | Camerun (bandiera)        | A     | Morgan Bokele         |
| 20 | Francia (bandiera)        | C     | Jessy Deminguet       |
| 21 | Francia (bandiera)        | C     | Benjamin Stambouli    |
| 22 | Algeria (bandiera)        | D     | Kevin Van Den Kerkhof |
| 33 | Francia (bandiera)        | A     | Joseph Mangondo       |
| 36 | Gambia (bandiera)         | C     | Ablie Jallow          |
| 38 | Senegal (bandiera)        | D     | Sadibou Sané          |
| 39 | Costa d'Avorio (bandiera) | D     | Koffi Kouao           |
| 57 | Francia (bandiera)        | P     | Alexis Mirbach        |
| 61 | Senegal (bandiera)        | P     | Pape Mamadou Sy       |
| 99 | Svezia (bandiera)         | A     | Joel Asoro            |

### Staff tecnico
Staff tecnico aggiornato al 4 luglio 2024.
- Stephan Le Mignan - Allenatore
- Christophe Delmotte - Vice-allenatore
- Hugues Prévost - Vice-allenatore
- Kevin Lejeune - Team manager
- Florian Simon - Preparatore atletico
- Aurélien Denotti - Preparatore atletico
- Christophe Marichez - Preparatore portieri
- Jacques Muller - Kinesioterapista
- Jean-Marie Leleux - Kinesioterapista
- Patrice L'Huillier - Medico sociale